# Largo de Santo António
O Largo de Santo António situa-se em A-da-Gorda, na atual freguesia de Santa Maria, São Pedro e Sobral da Lagoa, no Município de Óbidos.
É um centro de interesse da aldeia de A-da-Gorda, que retém características de um largo tradicional português, concentrando nele as funções sociais, religiosas e lúdicas: o coreto, a igreja, o poço e o jogo da bola.